# Torneo di Wimbledon 2021
Il Torneo di Wimbledon 2021 è stata la 134ª edizione dei Championships, torneo di tennis che si è giocato sull'erba e terza prova stagionale dello Slam per il 2021; si è disputato tra il 28 giugno e l'11 luglio 2021 sui 19 campi dell'All England Lawn Tennis and Croquet Club, comprendendo per la categoria Seniors i tornei di singolare maschile e femminile, e di doppio maschile, femminile e misto. Novak Đoković era il campione in carica del singolare maschile 2018, mentre Simona Halep lo era del singolare femminile 2019.

## Torneo

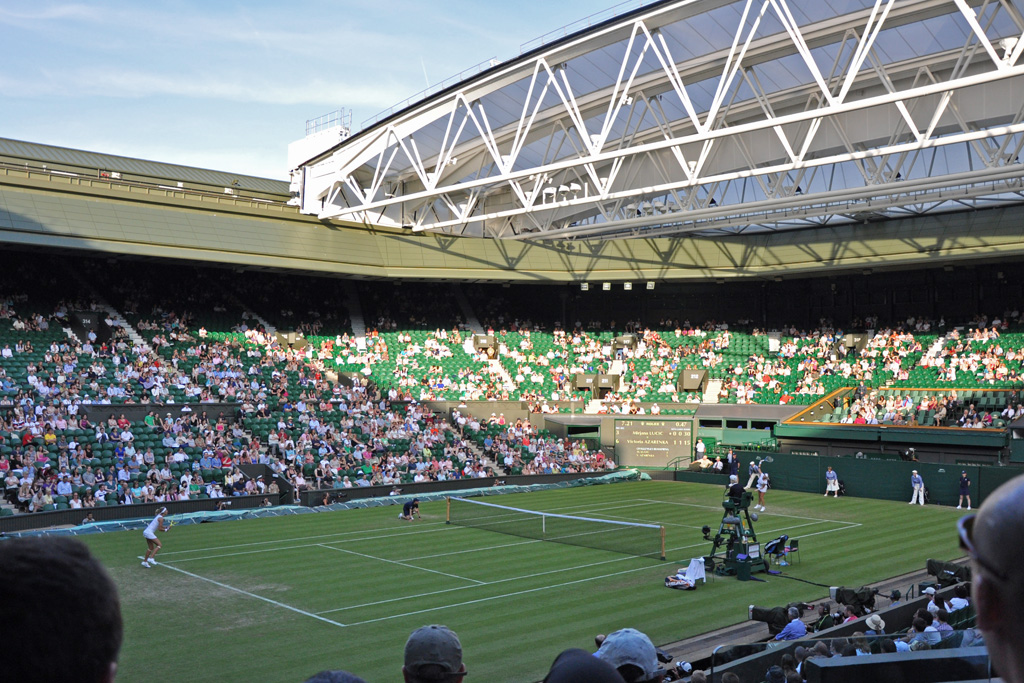
Il Centre Court dove vengono disputate le finali

Il torneo di Wimbledon 2021 è la 134ª edizione del torneo e si è disputato all'All England Lawn Tennis and Croquet Club di Londra. L'evento è organizzato dalla International Tennis Federation (ITF) e fa parte dell'ATP Tour 2021 e del WTA Tour 2021 sotto la categoria Grande Slam. Il torneo comprende il singolare (maschile, femminile) e il doppio (maschile, femminile). Si disputano anche i tornei di singolare e doppio per ragazze e ragazzi (giocatori under 18), e i tornei di singolare e doppio in carrozzina.
Il torneo è giocato solo su campi in erba; le partite del tabellone principale si sono giocate all'All England Lawn Tennis and Croquet Club, Wimbledon. Le partite di qualificazione si sono giocate, da lunedì 21 giugno a venerdì 25 giugno 2021, presso il Bank of England Sports Ground, a Roehampton.

## Programma del torneo
Il torneo si svolge in tredici giornate divise in due settimane; nella prima domenica tradizionalmente non si gioca. Questo giorno viene chiamato Middle Sunday.

## Teste di serie nel singolare
Le teste di serie per il torneo di Wimbledon 2021 sono state annunciate mercoledì 21 giugno 2021.
| Legenda colori              |
| Vincitore                   |
| Finalista                   |
| Semifinalista               |
| Quarti di finale            |
| Eliminati al 1T, 2T, 3T, 4T |

### Singolare maschile
| Tds | Rank | Giocatore                   | Punteggio precedente | Punti da difendere | Punti conquistati | Nuovo punteggio | Situazione                                      |
| --- | ---- | --------------------------- | -------------------- | ------------------ | ----------------- | --------------- | ----------------------------------------------- |
| 1   | 1    | Novak Đoković               | 12.113               | 2.000              | 2.000             | 12.113          | Vittoria in Finale contro Matteo Berrettini [7] |
| 2   | 2    | Daniil Medvedev             | 10.280               | 90                 | 180               | 10.370          | Eliminato al 4°T da Hubert Hurkacz [14]         |
| 3   | 4    | Stefanos Tsitsipas          | 7.980                | 10                 | 10                | 7.980           | Eliminato al 1°T da Frances Tiafoe              |
| 4   | 6    | Alexander Zverev            | 7.305                | 10                 | 180               | 7.475           | Eliminato al 4°T da Félix Auger-Aliassime [16]  |
| 5   | 7    | Andrej Rublëv               | 6.120                | 45                 | 180               | 6.255           | Eliminato al 4°T da Márton Fucsovics            |
| 6   | 8    | Roger Federer               | 4.815                | 1.200              | 360               | 3.975           | Eliminato ai QF da Hubert Hurkacz [14]          |
| 7   | 9    | Matteo Berrettini           | 4.468                | 180                | 1.200             | 5.488           | Sconfitto in Finale da Novak Đoković [1]        |
| 8   | 10   | Roberto Bautista Agut       | 3.125                | 720                | 180               | 2.585           | Eliminato al 4°T da Denis Shapovalov [10]       |
| 9   | 11   | Diego Schwartzman           | 3.060                | 90                 | 90                | 3.060           | Eliminato al 3°T da Márton Fucsovics            |
| 10  | 12   | Denis Shapovalov            | 2.915                | 10                 | 720               | 3.625           | Eliminato in SF da Novak Đoković [1]            |
| 11  | 13   | Pablo Carreño Busta         | 2.905                | 10                 | 10                | 2.905           | Eliminato al 1°T da Sam Querrey                 |
| 12  | 14   | Casper Ruud                 | 2.690                | 10                 | 10                | 2.690           | Eliminato al 1°T da Jordan Thompson             |
| 13  | 17   | Gaël Monfils                | 2.568                | 10                 | 45                | 2.603           | Eliminato al 2°T da Pedro Martínez              |
| 14  | 18   | Hubert Hurkacz              | 2.533                | 90                 | 720               | 3.163           | Eliminato in SF da Matteo Berrettini [7]        |
| 15  | 15   | Alex de Minaur              | 2.690                | 45                 | 10                | 2.655           | Eliminato al 1°T da Sebastian Korda             |
| 16  | 19   | Félix Auger-Aliassime       | 2,468                | 90                 | 360               | 2.738           | Eliminato ai QF da Matteo Berrettini [8]        |
| 17  | 20   | Cristian Garín              | 2,440                | 10                 | 180               | 2.610           | Eliminato al 4°T da Novak Đoković [1]           |
| 18  | 21   | Grigor Dimitrov             | 2,431                | 10                 | 45                | 2.466           | Eliminato al 2°T da Aleksandr Bublik            |
| 19  | 23   | Jannik Sinner               | 2,320                | (80)†              | 10                | 2.250           | Eliminato al 1°T da Márton Fucsovics            |
| 20  | 24   | Aslan Karacev               | 2,304                | (15)†              | 10                | 2.299           | Eliminato al 1°T da Jérémy Chardy               |
| 21  | 25   | Ugo Humbert                 | 2.270                | 180                | 10                | 2.100           | Eliminato al 1°T da Nick Kyrgios                |
| 22  | 26   | Daniel Evans                | 2,151                | 90                 | 90                | 2,151           | Eliminato al 3°T da Sebastian Korda             |
| 23  | 27   | Lorenzo Sonego              | 2.038                | 10                 | 180               | 2.208           | Eliminato al 4°T da Roger Federer [6]           |
| 24  | 28   | Nikoloz Basilašvili         | 1,985                | 45                 | 10                | 1.950           | Eliminato al 1°T da Andy Murray [WC]            |
| 25  | 29   | Karen Chačanov              | 1.965                | 90                 | 360               | 2.235           | Eliminato ai QF da Denis Shapovalov [10]        |
| 26  | 31   | Fabio Fognini               | 1,868                | 90                 | 90                | 1,868           | Eliminato al 3°T da Andrej Rublëv [5]           |
| 27  | 32   | Reilly Opelka               | 1.806                | 90                 | 10                | 1.726           | Eliminato al 1°T da Dominik Koepfer             |
| 28  | 33   | John Isner                  | 1,775                | 45                 | 10                | 1.740           | Eliminato al 1°T da Yoshihito Nishioka          |
| 29  | 34   | Cameron Norrie              | 1,770                | 45                 | 90                | 1.815           | Eliminato al 3°T da Roger Federer [6]           |
| 30  | 35   | Alejandro Davidovich Fokina | 1.723                | (29)†              | 10                | 1.704           | Eliminato al 1°T da Denis Kudla [Q]             |
| 31  | 36   | Taylor Fritz                | 1,590                | 45                 | 90                | 1.635           | Eliminato al 3°T da Alexander Zverev [4]        |
| 32  | 37   | Marin Čilić                 | 1,660                | 45                 | 90                | 1.705           | Eliminato al 3°T da Daniil Medvedev [2]         |

†Il giocatore non si è qualificato per il torneo nel 2019. Di conseguenza, vengono sottratti i punti in difesa dall'ATP Challenger Tour.

### Singolare femminile
| Tds | Rank | Giocatrice               | Punteggio precedente | Punti da difendere | Punti conquistati | Nuovo punteggio | Situazione                                      |
| --- | ---- | ------------------------ | -------------------- | ------------------ | ----------------- | --------------- | ----------------------------------------------- |
| 1   | 1    | Ashleigh Barty           | 7,875                | 240                | 2.000             | 9.635           | Vittoria in Finale contro Karolína Plíšková [8] |
| 2   | 4    | Aryna Sabalenka          | 6,195                | 10                 | 780               | 6.965           | Eliminata in SF da Karolína Plíšková [8]        |
| 3   | 5    | Elina Svitolina          | 5.835                | 780                | 70                | 5.125           | Eliminata al 2°T da Magda Linette               |
| 4   | 6    | Sofia Kenin              | 5,640                | 70                 | 70                | 5.640           | Eliminata al 2°T da Madison Brengle             |
| 5   | 7    | Bianca Andreescu         | 5.321                | 0                  | 10                | 5.331           | Eliminata al 1°T da Alizé Cornet                |
| 6   | 8    | Serena Williams          | 4,931                | 1,300              | 10                | 3.641           | Ritirata al 1°T contro Aljaksandra Sasnovič     |
| 7   | 9    | Iga Świątek              | 4,465                | 10                 | 240               | 4.695           | Eliminata al 4°T da Ons Jabeur [21]             |
| 8   | 13   | Karolína Plíšková        | 3,920                | 240                | 1300              | 4.980           | Sconfitta in Finale da Ashleigh Barty [1]       |
| 9   | 11   | Belinda Bencic           | 4,205                | 130                | 10                | 4.085           | Eliminata al 1°T da Kaja Juvan                  |
| 10  | 10   | Petra Kvitová            | 4.215                | 240                | 10                | 3.985           | Eliminata al 1°T da Sloane Stephens             |
| 11  | 12   | Garbiñe Muguruza         | 4,045                | 10                 | 130               | 4.165           | Eliminata al 3°T da Ons Jabeur [21]             |
| 12  | 14   | Viktoryja Azaranka       | 3.905                | 130                | 70                | 3.845           | Eliminata al 2°T da Sorana Cîrstea              |
| 13  | 16   | Elise Mertens            | 3,685                | 240                | 130               | 3,575           | Eliminata al 3°T da Madison Keys [23]           |
| 14  | 17   | Barbora Krejčíková       | 3,683                | (30)†              | 240               | 3.893           | Eliminata al 4°T da Ashleigh Barty [1]          |
| 15  | 18   | Maria Sakkarī            | 3,480                | 130                | 70                | 3.420           | Eliminata al 2°T da Shelby Rogers               |
| 16  | 19   | Anastasija Pavljučenkova | 3,300                | 10                 | 130               | 3.420           | Eliminata al 3°T da Karolína Muchová [19]       |
| 17  | 21   | Kiki Bertens             | 3,135                | 130                | 10                | 3.015           | Eliminata al 1°T da Marta Kostjuk               |
| 18  | 20   | Elena Rybakina           | 3.123                | (100)†             | 240               | 3.263           | Eliminata al 4°T da Aryna Sabalenka [2]         |
| 19  | 22   | Karolína Muchová         | 2,876                | 430                | 430               | 2.876           | Eliminata ai Quarti da Angelique Kerber [25]    |
| 20  | 23   | Cori Gauff               | 2,805                | 280                | 240               | 2.765           | Eliminata al 4°T da Angelique Kerber [25]       |
| 21  | 24   | Ons Jabeur               | 2,510                | 10                 | 430               | 2.930           | Eliminata ai Quarti da Aryna Sabalenka [2]      |
| 22  | 26   | Jessica Pegula           | 2,410                | 10                 | 70                | 2.470           | Eliminata al 2°T da Ljudmila Samsonova          |
| 23  | 27   | Madison Keys             | 2,405                | 70                 | 240               | 2.575           | Eliminata al 4°T da Viktorija Golubic           |
| 24  | 25   | Anett Kontaveit          | 2.505                | 130                | 10                | 2.385           | Eliminata al 1°T da Markéta Vondroušová         |
| 25  | 28   | Angelique Kerber         | 2.240                | 70                 | 780               | 2.950           | Eliminata in SF da Ashleigh Barty [1]           |
| 26  | 30   | Petra Martić             | 2.211                | 240                | 70                | 2.041           | Eliminata al 2°T da Irina-Camelia Begu          |
| 27  | 31   | Johanna Konta            | 2,157                | 430                | 0                 | 1.727           | Ritirata, Positiva al COVID-19                  |
| 28  | 29   | Alison Riske             | 2.235                | 240                | 10                | 2.005           | Eliminata al 1°T da Tereza Martincová           |
| 29  | 32   | Veronika Kudermetova     | 2,100                | 70                 | 10                | 2.040           | Eliminata al 1°T da Viktorija Golubic           |
| 30  | 33   | Paula Badosa             | 2,060                | 40                 | 240               | 2.260           | Eliminata al 4°T da Karolína Muchová            |
| 31  | 35   | Dar'ja Kasatkina         | 2,030                | 10                 | 70                | 2.090           | Eliminata al 2°T da Jeļena Ostapenko            |
| 32  | 36   | Ekaterina Aleksandrova   | 1,940                | 10                 | 70                | 2.000           | Eliminata al 2°T da Camila Osorio               |

## Teste di serie nel doppio
| Legenda colori          |
| Vincitori               |
| Finalisti               |
| Semifinalisti           |
| Quarti di finale        |
| Eliminati al 1T, 2T, 3T |

### Doppio maschile
| Coppia                | Coppia                 | Rank1 | Tds |
| --------------------- | ---------------------- | ----- | --- |
| Nikola Mektić         | Mate Pavić             |       | 1   |
| Pierre-Hugues Herbert | Nicolas Mahut          |       | 2   |
| Juan Sebastián Cabal  | Robert Farah           |       | 3   |
| Marcel Granollers     | Horacio Zeballos       |       | 4   |
| Ivan Dodig            | Filip Polášek          |       | 5   |
| Rajeev Ram            | Joe Salisbury          |       | 6   |
| Jamie Murray          | Bruno Soares           |       | 7   |
| Łukasz Kubot          | Marcelo Melo           |       | 8   |
| Kevin Krawietz        | Horia Tecău            |       | 9   |
| Wesley Koolhof        | Jean-Julien Rojer      |       | 10  |
| Henri Kontinen        | Édouard Roger-Vasselin |       | 11  |
| Tim Pütz              | Michael Venus          |       | 12  |
| Sander Gillé          | Joran Vliegen          |       | 13  |
| Raven Klaasen         | Ben McLachlan          |       | 14  |
| Marcus Daniell        | Philipp Oswald         |       | 15  |
| Max Purcell           | Luke Saville           |       | 16  |

- 1 Ranking al 21 giugno 2021.

### Doppio femminile
| Coppia             | Coppia              | Rank1 | Tds |
| ------------------ | ------------------- | ----- | --- |
| Barbora Krejčíková | Kateřina Siniaková  |       | 1   |
| Tímea Babos        | Kristina Mladenovic |       | 2   |
| Hsieh Su-wei       | Elise Mertens       |       | 3   |
| Nicole Melichar    | Demi Schuurs        |       | 4   |
| Shūko Aoyama       | Ena Shibahara       |       | 5   |
| Alexa Guarachi     | Desirae Krawczyk    |       | 6   |
| Chan Hao-ching     | Latisha Chan        |       | 7   |
| Hayley Carter      | Luisa Stefani       |       | 8   |
| Sharon Fichman     | Giuliana Olmos      |       | 9   |
| Darija Jurak       | Andreja Klepač      |       | 10  |
| Laura Siegemund    | Vera Zvonarëva      |       | 11  |
| Cori Gauff         | Caty McNally        |       | 12  |
| Nadežda Kičenok    | Ioana Raluca Olaru  |       | 13  |
| Asia Muhammad      | Jessica Pegula      |       | 14  |
| Viktória Kužmová   | Arantxa Rus         |       | 15  |
| Marie Bouzková     | Lucie Hradecká      |       | 16  |

- 1 Ranking al 21 giugno 2021.

### Doppio misto
| Team                   | Team                  | Rank1 | Tds |
| ---------------------- | --------------------- | ----- | --- |
| Nicolas Mahut          | Kristina Mladenovic   |       | 1   |
| Mate Pavić             | Gabriela Dabrowski    |       | 2   |
| Wesley Koolhof         | Demi Schuurs          |       | 3   |
| Édouard Roger-Vasselin | Nicole Melichar       |       | 4   |
| Rajeev Ram             | Bethanie Mattek-Sands |       | 5   |
| Ivan Dodig             | Latisha Chan          |       | 6   |
| Neal Skupski           | Desirae Krawczyk      |       | 7   |
| Michael Venus          | Chan Hao-ching        |       | 8   |
| Kevin Krawietz         | Květa Peschke         |       | 9   |
| Raven Klaasen          | Darija Jurak          |       | 10  |
| Hugo Nys               | Hsieh Su-wei          |       | 11  |
| Fabrice Martin         | Alexa Guarachi        |       | 12  |
| Sander Gillé           | Hayley Carter         |       | 13  |
| Jean-Julien Rojer      | Andreja Klepač        |       | 14  |
| Ben McLachlan          | Ena Shibahara         |       | 15  |
| Marcus Daniell         | Sharon Fichman        |       | 16  |
| John Peers             | Shuai Zhang           |       | 17  |

- 1 Ranking al 21 giugno 2021.

## Wildcard
Ai seguenti giocatori è stata assegnata una wildcard per accedere al tabellone principale.

### Singolare maschile
- Carlos Alcaraz
- Alex Bolt
- Liam Broady
- Jay Clarke
- Jack Draper
- Andy Murray

### Singolare femminile
- Katie Boulter
- Jodie Burrage
- Harriet Dart
- Francesca Jones
- Samantha Murray
- Emma Raducanu
- Ljudmila Samsonova

### Doppio maschile
- Liam Broady /  Ryan Peniston
- Jay Clarke /  Marius Copil
- Lloyd Glasspool /  Harri Heliövaara
- Alastair Gray /  Aidan McHugh
- Luke Johnson /  Anton Matusevich
- Stuart Parker /  James Ward
- Petros Tsitsipas /  Stefanos Tsitsipas

### Doppio femminile
- Naiktha Bains /  Samantha Murray
- Naomi Broady /  Jodie Burrage
- Harriet Dart /  Heather Watson
- Sarah Beth Grey /  Emily Webley-Smith
- Tara Moore /  Eden Silva

### Doppio misto
- Jérémy Chardy /  Naomi Broady
- Lloyd Glasspool /  Jodie Burrage
- Nick Kyrgios /  Venus Williams
- Jonny O'Mara /  Sarah Beth Grey
- Ryan Peniston /  Eden Silva

## Ranking protetto
I seguenti giocatori sono entrati in tabellone con il ranking protetto:

### Singolare maschile
- Philipp Kohlschreiber
- Lu Yen-hsun

### Singolare femminile
- Mona Barthel
- Mihaela Buzărnescu
- Kateryna Kozlova
- Andrea Petković
- Samantha Stosur
- Carla Suárez Navarro
- Coco Vandeweghe
- Elena Vesnina

## Qualificazioni

### Singolare maschile
1. Marcelo Tomás Barrios Vera
2. Mackenzie McDonald
3. Brandon Nakashima
4. Zhang Zhizhen
5. Oscar Otte
6. Denis Kudla
7. Arthur Rinderknech
8. Tallon Griekspoor
9. Benjamin Bonzi
10. Bernabé Zapata Miralles
11. Marco Trungelliti
12. Antoine Hoang
13. Marc Polmans
14. Daniel Masur
15. Grégoire Barrère
16. Christopher O'Connell

### Singolare femminile
1. Camila Osorio
2. Danielle Lao
3. Clara Burel
4. Anna Kalinskaja
5. Katie Volynets
6. Katie Swan
7. Wang Xinyu
8. Ana Konjuh
9. Vol'ha Havarcova
10. Ellen Perez
11. Lesley Kerkhove
12. Lesja Curenko
13. Monica Niculescu
14. Vitalija D'jačenko
15. Greet Minnen
16. Claire Liu

Lucky Loser
1. Kristie Ahn
2. Cvetana Pironkova
3. Astra Sharma
4. Wang Yafan

## Ritiri
I seguenti giocatori sono stati ammessi di diritto nel tabellone principale, ma si sono ritirati a causa di infortuni o altri motivi.
Prima del torneo
Singolare maschile
- Borna Ćorić → sostituito da  Fernando Verdasco
- Kyle Edmund → sostituito da  Marco Cecchinato
- David Goffin → sostituito da  Dennis Novak
- Rafael Nadal → sostituito da  Yūichi Sugita
- Milos Raonic → sostituito da  Pedro Sousa
- Dominic Thiem → sostituito da  Botic van de Zandschulp
- Stan Wawrinka → sostituito da  Daniel Elahi Galán

Singolare femminile
- Jennifer Brady → sostituita da  Tímea Babos
- Kirsten Flipkens → sostituita da  Kateryna Kozlova
- Margarita Gasparjan → sostituita da  Ana Bogdan
- Simona Halep → sostituita da  Kristie Ahn
- Naomi Ōsaka → sostituita da  Venus Williams
- Barbora Strýcová → sostituita da  Coco Vandeweghe
- Wang Qiang → sostituita da  Mona Barthel
- Dajana Jastrems'ka → sostituita da  Mihaela Buzărnescu
- Zheng Saisai → sostituita da  Aliona Bolsova

## Tennisti partecipanti ai singolari

### Singolare maschile
- Singolare maschile

| Campione                | Campione                   | Finalista             | Finalista                   |
| ----------------------- | -------------------------- | --------------------- | --------------------------- |
| Novak Đoković           | Novak Đoković              | Matteo Berrettini     | Matteo Berrettini           |
| Semifinalisti           |                            |                       |                             |
| Denis Shapovalov        | Denis Shapovalov           | Hubert Hurkacz        | Hubert Hurkacz              |
| Eliminati ai quarti     |                            |                       |                             |
| Márton Fucsovics        | Karen Chačanov             | Félix Auger-Aliassime | Roger Federer               |
| Eliminati agli ottavi   |                            |                       |                             |
| Cristian Garín          | Andrej Rublëv              | Sebastian Korda       | Roberto Bautista Agut       |
| Il'ja Ivaška            | Alexander Zverev           | Lorenzo Sonego        | Daniil Medvedev             |
| Eliminati al 3º turno   |                            |                       |                             |
| Denis Kudla             | Pedro Martínez             | Diego Schwartzman     | Fabio Fognini               |
| Frances Tiafoe          | Daniel Evans               | Andy Murray           | Dominik Koepfer             |
| Aljaž Bedene            | Jordan Thompson            | Nick Kyrgios          | Taylor Fritz                |
| Cameron Norrie          | James Duckworth            | Aleksandr Bublik      | Marin Čilić                 |
| Eliminati al 2º turno   |                            |                       |                             |
| Kevin Anderson          | Andreas Seppi              | Marc Polmans          | Gaël Monfils                |
| Liam Broady             | Jiří Veselý                | Laslo Đere            | Lloyd Harris                |
| Vasek Pospisil          | Jahor Herasimaŭ            | Dušan Lajović         | Antoine Hoang               |
| Pablo Andújar           | Oscar Otte                 | Kwon Soon-woo         | Miomir Kecmanović           |
| Botic van de Zandschulp | Yoshihito Nishioka         | Jérémy Chardy         | Kei Nishikori               |
| Mikael Ymer             | Gianluca Mager             | Steve Johnson         | Tennys Sandgren             |
| Richard Gasquet         | Alex Bolt                  | Daniel Elahi Galán    | Sam Querrey                 |
| Marcos Giron            | Grigor Dimitrov            | Benjamin Bonzi        | Carlos Alcaraz              |
| Eliminati al 1º turno   |                            |                       |                             |
| Jack Draper             | Marcelo Tomás Barrios Vera | João Sousa            | Alejandro Davidovich Fokina |
| Bernabé Zapata Miralles | Lu Yen-hsun                | Stefano Travaglia     | Christopher O'Connell       |
| Benoît Paire            | Marco Cecchinato           | Yannick Hanfmann      | Jannik Sinner               |
| Albert Ramos Viñolas    | Pablo Cuevas               | Ričardas Berankis     | Federico Delbonis           |
| Stefanos Tsitsipas      | Roberto Carballés Baena    | Jay Clarke            | Mackenzie McDonald          |
| Feliciano López         | Gilles Simon               | Zhang Zhizhen         | Alex de Minaur              |
| Philipp Kohlschreiber   | Pierre-Hugues Herbert      | Arthur Rinderknech    | Nikoloz Basilašvili         |
| Reilly Opelka           | Daniel Masur               | Facundo Bagnis        | John Millman                |
| Guido Pella             | Grégoire Barrère           | Corentin Moutet       | John Isner                  |
| Aslan Karacev           | Jaume Munar                | Alexei Popyrin        | Casper Ruud                 |
| Thiago Monteiro         | Jo-Wilfried Tsonga         | Juan Ignacio Londero  | Ugo Humbert                 |
| Brandon Nakashima       | Dennis Novak               | Norbert Gombos        | Tallon Griekspoor           |
| Adrian Mannarino        | Yūichi Sugita              | Filip Krajinović      | Lucas Pouille               |
| Pedro Sousa             | Federico Coria             | Radu Albot            | Pablo Carreño Busta         |
| Lorenzo Musetti         | Emil Ruusuvuori            | Michail Kukuškin      | Fernando Verdasco           |
| Salvatore Caruso        | Marco Trungelliti          | Yasutaka Uchiyama     | Jan-Lennard Struff          |

### Singolare femminile
- Singolare femminile

| Campionessa           | Campionessa              | Finalista              | Finalista            |
| --------------------- | ------------------------ | ---------------------- | -------------------- |
| Ashleigh Barty        | Ashleigh Barty           | Karolína Plíšková      | Karolína Plíšková    |
| Semifinaliste         |                          |                        |                      |
| Angelique Kerber      | Angelique Kerber         | Aryna Sabalenka        | Aryna Sabalenka      |
| Eliminate ai quarti   |                          |                        |                      |
| Ajla Tomljanović      | Karolína Muchová         | Viktorija Golubic      | Ons Jabeur           |
| Eliminate agli ottavi |                          |                        |                      |
| Barbora Krejčíková    | Emma Raducanu            | Paula Badosa           | Cori Gauff           |
| Ljudmila Samsonova    | Madison Keys             | Iga Świątek            | Elena Rybakina       |
| Eliminati al 3º turno |                          |                        |                      |
| Kateřina Siniaková    | Anastasija Sevastova     | Sorana Cîrstea         | Jeļena Ostapenko     |
| Magda Linette         | Anastasija Pavljučenkova | Kaja Juvan             | Aljaksandra Sasnovič |
| Tereza Martincová     | Sloane Stephens          | Elise Mertens          | Madison Brengle      |
| Irina-Camelia Begu    | Garbiñe Muguruza         | Shelby Rogers          | Camila Osorio        |
| Eliminate al 2º turno |                          |                        |                      |
| Anna Blinkova         | Coco Vandeweghe          | Marta Kostjuk          | Andrea Petković      |
| Viktoryja Azaranka    | Markéta Vondroušová      | Dar'ja Kasatkina       | Alizé Cornet         |
| Elina Svitolina       | Julija Putinceva         | Camila Giorgi          | Kristýna Plíšková    |
| Clara Burel           | Elena Vesnina            | Sara Sorribes Tormo    | Nao Hibino           |
| Donna Vekić           | Nadia Podoroska          | Jessica Pegula         | Kristie Ahn          |
| Zhu Lin               | Lauren Davis             | Danielle Collins       | Sofia Kenin          |
| Vera Zvonarëva        | Petra Martić             | Venus Williams         | Lesley Kerkhove      |
| Maria Sakkarī         | Claire Liu               | Ekaterina Aleksandrova | Katie Boulter        |
| Eliminate al 1º turno |                          |                        |                      |
| Carla Suárez Navarro  | Tímea Babos              | Vol'ha Havarcova       | Wang Yafan           |
| Kiki Bertens          | Zarina Dijas             | Jasmine Paolini        | Clara Tauson         |
| Kateryna Kozlova      | Samantha Murray          | Vitalija D'jačenko     | Anett Kontaveit      |
| Patricia Maria Țig    | Leylah Annie Fernandez   | Greet Minnen           | Bianca Andreescu     |
| Alison Van Uytvanck   | Amanda Anisimova         | Cvetana Pironkova      | Aliona Bolsova       |
| Shuai Zhang           | Jil Teichmann            | Astra Sharma           | Ana Bogdan           |
| Belinda Bencic        | Ellen Perez              | Martina Trevisan       | Francesca Jones      |
| Nina Stojanović       | Ana Konjuh               | Bernarda Pera          | Serena Williams      |
| Tamara Zidanšek       | Anastasija Potapova      | Ann Li                 | Alison Riske         |
| Caroline Garcia       | Kaia Kanepi              | Heather Watson         | Petra Kvitová        |
| Harriet Dart          | Mona Barthel             | Jodie Burrage          | Katie Swan           |
| Veronika Kudermetova  | Polona Hercog            | Christina McHale       | Wang Xinyu           |
| Hsieh Su-wei          | Marie Bouzková           | Katie Volynets         | Varvara Gračëva      |
| Rebecca Peterson      | Mihaela Buzărnescu       | Svetlana Kuznecova     | Fiona Ferro          |
| Arantxa Rus           | Samantha Stosur          | Misaki Doi             | Kristina Mladenovic  |
| Laura Siegemund       | Anna Kalinskaja          | Danielle Lao           | Monica Niculescu     |

## Campioni

### Seniors

#### Singolare maschile
Novak Đoković ha sconfitto in finale  Matteo Berrettini con il punteggio di 6(4)-7, 6-4, 6-4, 6-3.
- È l'ottantacinquesimo titolo in carriera per Đoković, il sesto qui a Wimbledon e il ventesimo Major.

#### Singolare femminile
Ashleigh Barty ha sconfitto in finale  Karolína Plíšková con il punteggio di 6-3, 6(4)-7, 6-3.

#### Doppio maschile
Nikola Mektić e  Mate Pavić hanno sconfitto in finale  Marcel Granollers e  Horacio Zeballos con il punteggio di 6-4, 7-6(5), 2-6, 7-5.

#### Doppio femminile
Hsieh Su-wei e  Elise Mertens hanno sconfitto in finale  Veronika Kudermetova e  Elena Vesnina con il punteggio di 3-6, 7-5, 9-7.

#### Doppio misto
Neal Skupski e  Desirae Krawczyk hanno sconfitto in finale  Joe Salisbury e  Harriet Dart con il punteggio di 6-2, 7-6(1).

### Junior

#### Singolare ragazzi
Samir Banerjee ha sconfitto in finale  Victor Lilov con il punteggio di 7-5, 6-3.

#### Singolare ragazze
Ane Mintegi del Olmo ha sconfitto in finale  Nastasja Schunk con il punteggio di 2-6, 6-4, 6-1.

#### Doppio ragazzi
Edas Butvilas e  Alejandro Manzanera Pertusa hanno sconfitto in finale  Daniel Rincón e  Abedallah Shelbayh con il punteggio di 6-3, 6-4.

#### Doppio ragazze
Kristina Dmitruk e  Diana Shnaider hanno sconfitto in finale  Sofia Costoulas e  Laura Hietaranta con il punteggio di 6-1, 6-2.

### Tennisti in carrozzina

#### Singolare maschile carrozzina
Joachim Gérard ha sconfitto in finale  Gordon Reid con il punteggio di 6-2, 7–6(2).

#### Singolare femminile carrozzina
Diede de Groot ha sconfitto in finale  Kgothatso Montjane con il punteggio di 6-2, 6-2.

#### Quad singolare
Dylan Alcott ha sconfitto in finale  Sam Schröder con il punteggio di 6-2, 6-2.

#### Doppio maschile carrozzina
Alfie Hewett /  Gordon Reid hanno sconfitto in finale  Tom Egberink /  Joachim Gérard con il punteggio di 7-5, 6-2.

#### Doppio femminile carrozzina
Yui Kamiji /  Jordanne Whiley hanno sconfitto in finale  Kgothatso Montjane /  Lucy Shuker con il punteggio di 6-0, 7-6(0).

#### Quad doppio
Andy Lapthorne /  David Wagner hanno sconfitto in finale  Dylan Alcott /  Sam Schröder con il punteggio di 6-1, 3-6, 6-4.

## Punti e montepremi

### Distribuzione dei punti
Di seguito le tabelle per ciascuna competizione, che mostrano i punti validi per il ranking per ogni evento.

#### Tornei uomini e donne
| Evento              | V    | F    | SF  | QF  | 4T  | 3T  | 2T | 1T   | Q    | Q3   | Q2   | Q1   |
| Singolare maschile  | 2000 | 1200 | 720 | 360 | 180 | 90  | 45 | 10   | 25   | 16   | 8    | 0    |
| Doppio maschile     | 2000 | 1200 | 720 | 360 | 180 | 90  | 0  | N.D. | N.D. | N.D. | N.D. | N.D. |
| Singolare femminile | 2000 | 1300 | 780 | 430 | 240 | 130 | 70 | 10   | 40   | 30   | 20   | 2    |
| Doppio femminile    | 2000 | 1300 | 780 | 430 | 240 | 130 | 10 | N.D. | N.D. | N.D. | N.D. | N.D. |

#### Carrozzina
| Evento    | V   | F   | SF  | QF   |
| Singolare | 800 | 500 | 375 | 100  |
| Doppio    | 800 | 500 | 100 | N.D. |

#### Junior
| Evento            | V    | F   | SF  | QF  | 2T  | 1T   | Q    | Q3   |
| Singolare ragazzi | 1000 | 600 | 370 | 200 | 100 | 45   | 30   | 20   |
| Singolare ragazze | 1000 | 600 | 370 | 200 | 100 | 45   | 30   | 20   |
| Doppio ragazzi    | 750  | 450 | 275 | 150 | 75  | N.D. | N.D. | N.D. |
| Doppio ragazze    | 750  | 450 | 275 | 150 | 75  | N.D. | N.D. | N.D. |

### Montepremi
Il montepremi complessivo per il 2021 è di 35 016 000£.
| Evento                                       | V          | F        | SF       | QF       | 4T       | 3T       | 2T      | 1T      | Q3      | Q2      | Q1     |
| Singolare maschile e femminile               | £1,700,000 | £900,000 | £465,000 | £300,000 | £181,000 | £115,000 | £75,000 | £48,000 | £25,500 | £15,500 | £8,500 |
| Doppio maschile e femminile*                 | £480,000   | £240,000 | £120,000 | £60,000  | £30,000  | £19,000  | £12,000 | N.D.    | N.D.    | N.D.    | N.D.   |
| Doppio misto*                                | £100,000   | £50,000  | £25,000  | £12,000  | £6,000   | £3,000   | £1,500  | N.D.    | N.D.    | N.D.    | N.D.   |
| Singolare maschile e femminile in carrozzina | £48,000    | £24,000  | £16,500  | £11,500  | N.D.     | N.D.     | N.D.    | N.D.    | N.D.    | N.D.    | N.D.   |
| Doppio maschile e femminile in carrozzina*   | £20,000    | £10,000  | £6,000   | N.D.     | N.D.     | N.D.     | N.D.    | N.D.    | N.D.    | N.D.    | N.D.   |
| Quad singolare                               | £48,000    | £24,000  | £16,500  | £11,500  | N.D.     | N.D.     | N.D.    | N.D.    | N.D.    | N.D.    | N.D.   |
| Quad doppio                                  | £20,000    | £10,000  | N.D.     | N.D.     | N.D.     | N.D.     | N.D.    | N.D.    | N.D.    | N.D.    | N.D.   |

* per team